# لنکرویل (پنسیلوانیا)
لنکرویل (به انگلیسی: Lenkerville) یک منطقهٔ مسکونی در ایالات متحده آمریکا است که در Dauphin County واقع شده‌است. لنکرویل ۰٫۸۷ کیلومتر مربع مساحت و ۵۵۰ نفر جمعیت دارد و ۱۲۴٫۹۷ متر بالاتر از سطح دریا واقع شده‌است.